# 胡薩維克鯨魚博物館

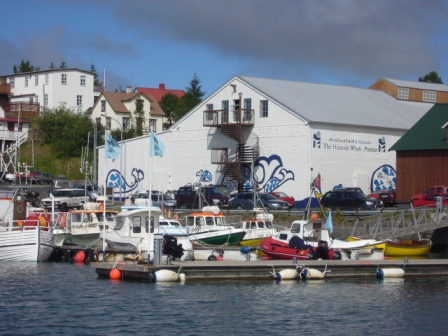
胡薩維克鯨魚博物館

胡薩維克鯨魚博物館是一個1997年成立的非牟利機構，位於冰島東北一個小鎮胡薩維克之中。該鎮處於斯喬爾萬迪灣的岸邊，剛好在北緯66°的北極圈之下。剛開始時，它是1997年夏天鎮上酒店的一個小形鯨魚展覽，隨後展覽移往漁港新近修復的魚餌小棚屋，並成立了一間股份公司「胡薩維克鯨魚中心」。由於人氣上升，短短三年便有另找一個更大更合適的房子，於是在2000年他們買下及改裝了鎮中的一所舊屠房，並在2002年正式對外開放。2004年，該公司轉為非牟利機構並改名為胡薩維克鯨魚博物館。到了2005年，博物館增加了鯨魚生態的綜合性展覽。 

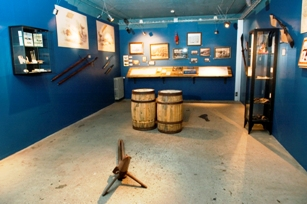
鯨魚博物館館內

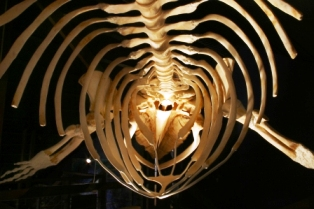
鯨魚骸骨

## 外部連結
- 胡薩維克鯨魚博物館 （页面存档备份，存于）（英文）

66°02′49″N 17°20′43″W / 66.0470°N 17.3454°W